# Granodiorite de Piégut-Pluviers
 (mai 2022).
- Si vous ne connaissez pas le sujet, laissez ce bandeau (vous pouvez alors contacter les auteurs).
- Si vous supprimez le contenu mis en cause (vous pouvez préalablement contacter les auteurs),

argumentez précisément cette suppression dans la page de discussion
(un manque de référence n'est pas un argument ; une recherche réelle de référence doit avoir été effectuée, être formellement documentée).
La granodiorite de Piégut-Pluviers est un massif granitique situé à la bordure occidentale du Massif central, principalement dans le nord du département de la Dordogne et au sud-ouest de la Haute-Vienne, en France. Son âge de refroidissement a été déterminé à 325 ± 14 millions d'années AP (Haut Mississippien, Serpukhovien)

## Situation géographique

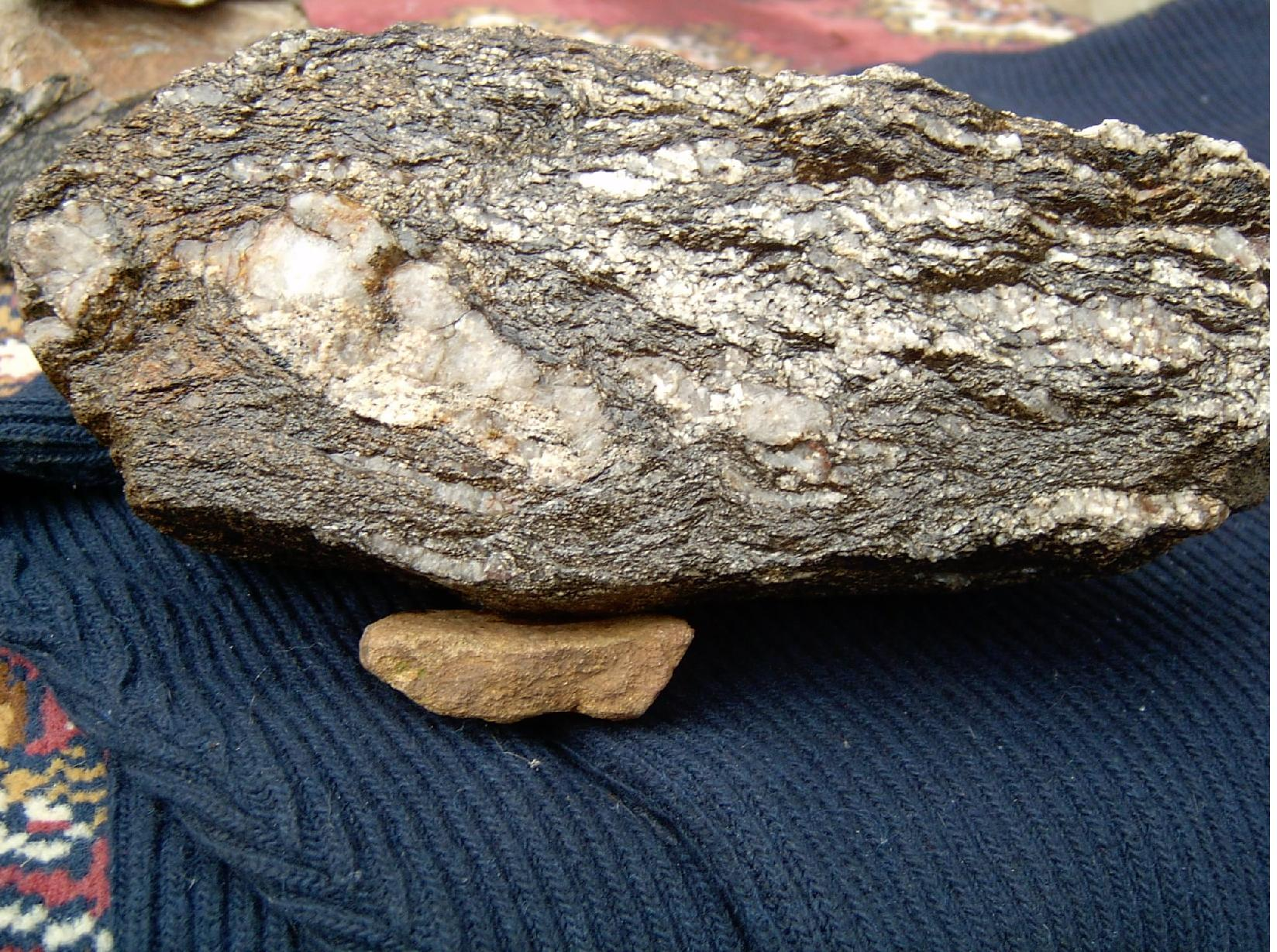
Paragneiss à plagioclase au sud de Nontron avec de gros porphyroblastes - roches encaissantes de la granodiorite

La granodiorite, nommée d'après Piégut-Pluviers, une commune de l'arrondissement de Nontron dans le nord de la Dordogne se trouve dans une zone ayant la forme d'une virgule inversée, pointant vers le nord avec une partie sud principale presque carrée tournée dans l'axe NE-SO. La section principale mesure 15,5 kilomètres dans l'axe NE-SO et 15 kilomètres dans l'axe NO-SE et se termine par une zone triangulaire effilée qui se poursuit plus au nord en un appendice de près de 10 kilomètres de long séparé du corps principal par une très fine couche de gneiss migmatitique. La granodiorite occupe environ 250 km2 de surface. Son point le plus bas est à l'altitude de 135 mètres le long du bord ouest ; le point culminant du nord-est s'élève à environ 375 mètres d'altitude. Géomorphologiquement, la granodiorite forme une dalle tabulaire, légèrement inclinée vers le sud-ouest sans différences topographiques majeures.

## Aperçu géologique

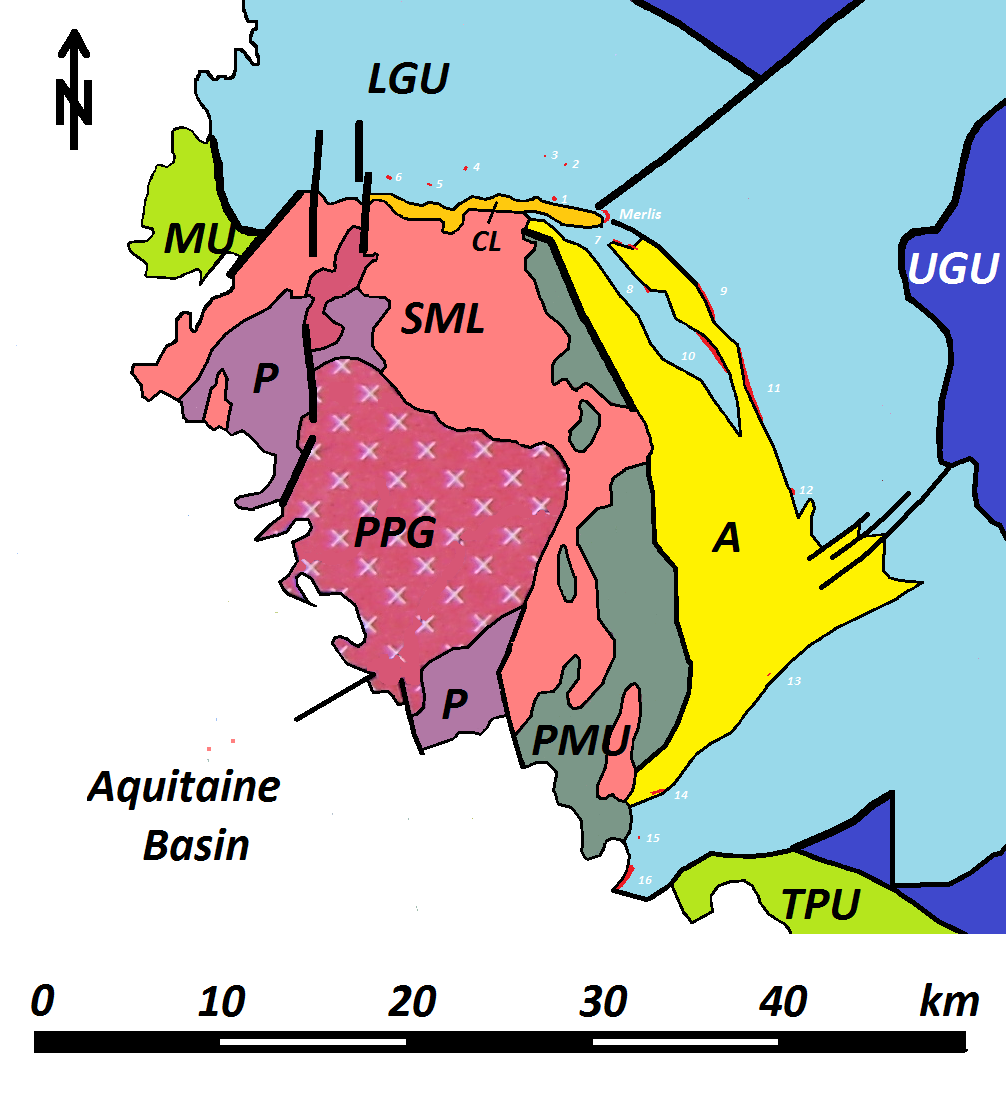
Carte géologique du Dôme Saint-Mathieu. Légende : PMU - Unité Parautochtone Micaschiste
LGU - Unité inférieure de gneiss
UGU - Unité Gneiss Supérieure
Unité TPU -Thiviers-Payzac
UM - Unité de Mazerolles
PPG - Granodiorite de Piégut-Pluviers
SML - Leucogranite de Saint-Mathieu
A - Augengneiss
P - Paragneiss

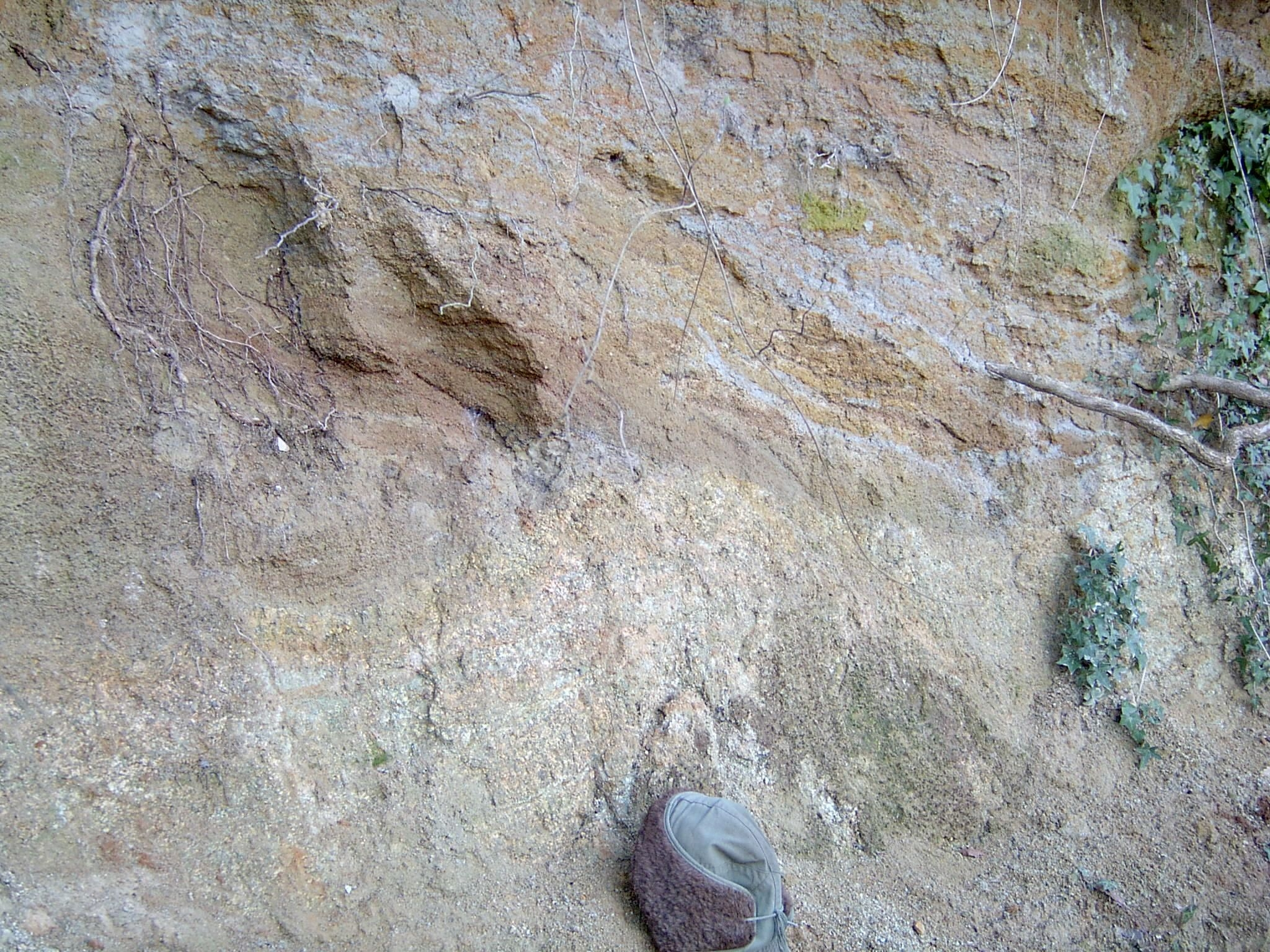
Transgression d'arkose liassique sur la granodiorite érodée de Piégut-Pluviers près de Nontron

La granodiorite de Piégut-Pluviers est bordée du nord à l'est par le leucogranite de Saint-Mathieu et ses équivalents (SML sur la carte géologique), qui est légèrement plus jeune de 315 ± 17 millions d'années AP (Pennsylvanien, Bashkirien). Elle est bordée au nord-ouest et au sud-est par divers paragneiss (unité P). Le long de la bordure sud-ouest et ouest, la granodiorite est transgressée par des arkoses liassiques ayant fait partie du remplissage sédimentaire du bassin aquitain. Avec le leucogranite, la granodiorite forme un dôme dans le sous-sol − le Dôme Saint-Mathieu. Les limites avec les paragneiss ne sont pas toujours nettes, il existe parfois une zone frontalière diffuse de plusieurs centaines de mètres où granodiorite et paragneiss interfèrent. Ceci indique que le paragneiss est la roche encaissante de la granodiorite et remet en doute une origine réellement intrusive.
Le Massif central de l'ouest est un empilement de nappes de plusieurs éclats de socle dans la disposition suivante (de haut en bas) :
- Unité supérieure de gneiss (UGU)
- Unité inférieure de gneiss (LGU)
- Unité micaschiste parautochtone (unité bo) renfermant le leucogranite de Saint-Mathieu (PMU)
- Granodiorite de Piégut-Pluviers
- paragneiss (P)

Cet agencement, uniquement spatial, ne reflète pas les relations temporelles. Les principaux contacts de poussée se trouvent entre l'Unité Micaschiste Parautochtone et l'Unité de Gneiss Inférieur et entre les deux unités de gneiss.

## Âge
Les observations de terrain ne permettent pas de se prononcer sur les âges relatifs des deux granitoïdes. La Radiométrie semble indiquer un âge plus avancé pour la granodiorite qui a jusqu'ici donné 325 ± 14 millions d'années AP et 314 ± 14 millions d'années AP, alors que le leucogranite a été daté à 315 ± 17 millions d'années AP et à 304 ± 17 millions d'années AP. Il existe aussi un chevauchement considérable dans la datation par le rubidium-strontium et également un écart-type élevé, de sorte que ces valeurs ne sont pas déterminantes.

## Faciès pétrologique
La granodiorite de Piégut-Pluviers est hétérogène, et montre plusieurs faciès pétrologiques :
- faciès à gros grains (commun)[3]
- faciès porphyrique à gros grains[4]
- faciès à grain fin[5]
- faciès à hornblende à grain fin[6]

### Faciès à gros grains
Le faciès à gros grains, qui est le faciès commun, occupe la plus grande surface. Les grains ont des tailles généralement de 2 et 6 millimètres et restent grossièrement isométriques. La roche intacte a une couleur grise ; les affleurements altérés peuvent prendre une coloration brunâtre-rougeâtre. Il comprend les minéraux suivants :
- quartz - grains globuleux arrondis de 1 à 3 millimètres de diamètre, pouvant former des agglomérats de 1 à 3 centimètres de diamètre − 26 % en volume
- plagioclase − présente souvent un zonage normal, avec des noyaux calciques An33-35 (andésine) et des bords plus sodiques An25 (oligoclase) ; certains grains euédriques atteignent 10 millimètres et plus − 42 % en volume
- orthoclase - perthitique, maclage de Carlsbad, corrodé par le quartz, certains cristaux euédriques peuvent atteindre plus de 10 millimètres de granulométrie – 18 % en volume
- biotite − granulométrie millimétrique, couleur laiton, avec des inclusions de zircon et souvent chloritisée − 10 % en volume

D'autres minéraux accessoires composent la granodiorite : allanite, apatite, épidote, occasionnellement hornblende verte, zircon et zoïsite. Un des minéraux opaques se révèle être de la pyrite.
Le faciès à gros grains contient parfois des inclusions sombres à grains fins arrondies à subarrondies dont les tailles vont du centimètre au décimètre. Les grands axes des grains de feldspath montrent une orientation privilégiée à certains endroits.
Ce faciès est normatif en quartz (sursaturé en SiO2) et en corindon (peralumineux). Il est également subalcalin. Il représente un granitoïde de type I de caractéristiques calcalcalines appartenant à la série K. Comparé aux granodiorites moyennes, ce type de roche a un taux de SiO2 plus élevé et se rapproche de la composition des granites monzonitiques.

### Faciès porphyrique à gros grains
Le faciès porphyrique à gros grains est très similaire au faciès commun d'un point de vue minéralogique et chimique, la différence résidant dans une augmentation de la granulométrie des feldspaths (de 1 à 4 centimètres et à certains endroits même 6 centimètres). La roche souterraine a généralement une granulométrie de 5 millimètres, ce qui est légèrement supérieur à celui du faciès commun. La transition du faciès commun au faciès porphyrique est progressif. Les affleurements majeurs sont concentrés sur le lieu-dit Lacaujamet près de Piégut (ancienne carrière abandonnée de linteaux et pierres de parement) et sur Puybégout près d'Augignac.

### Faciès à grain fin

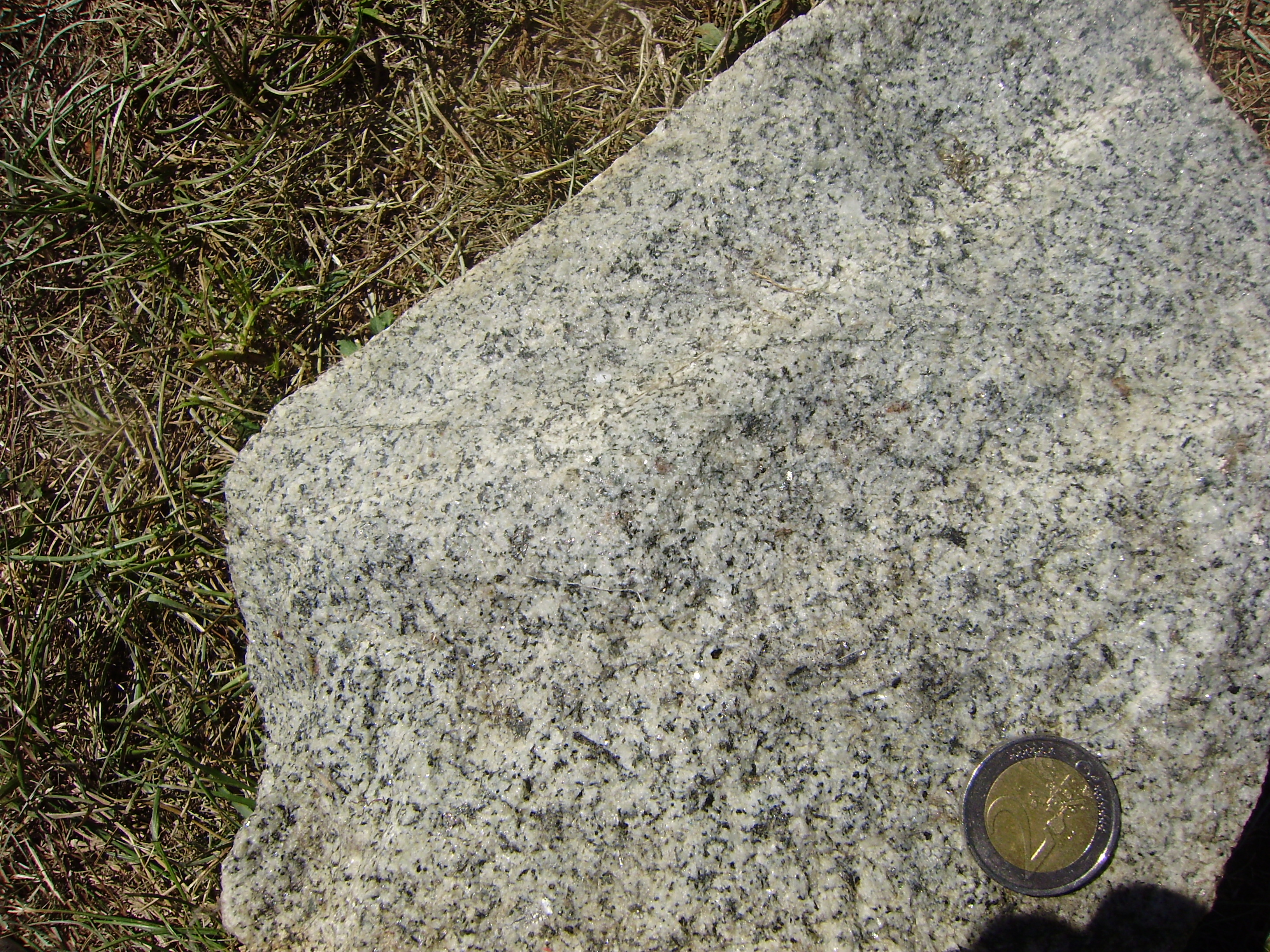
Faciès à grains fins de la granodiorite de Piégut-Pluviers

Le faciès à grains fins se trouve principalement le long du Bandiat, une rivière au sud-est de Nontron, en bordure sud de la granodiorite de Piégut-Pluviers. Il se développe graduellement à partir du faciès commun par une diminution de la granulométrie. Du point de vue minéralogique et chimique, sa composition est également très similaire, la seule différence notable étant une augmentation de proportion de hornblende et une petite diminution de celle du feldspath alcalin. Le faciès à grain fin se trouve également dans une bande étroite le long des limites nord-est et nord-ouest de la granodiorite et dans des parcelles isolées à l'intérieur, ce qui pourrait en faire un faciès de faitière de la granodiorite.

### Faciès à grain fin à hornblende
Ces roches à grains fins à moyens ont un aspect plutôt sombre, elles sont assez riches en hornblende verte mais quasiment dépourvues de feldspath alcalin (moins de 10 % en volume). Leur teneur en SiO2 est assez faible, de sorte qu'ils se rapprochent de la composition des roches dioritiques. Dans le passé, ce type de roche a été exploité à grande échelle dans la carrière de Tabataud au sud de Nontron. Associés à ce type se trouvent plusieurs veines minéralisées d'orientation NO-SE qui ont été exploitées pour le plomb, l'argent et le zinc. Cette activité minière s'est arrêtée en 1939. Le Filon Cantonnier est réputé pour ses minéralisations rares. Outre la baryte, la calcite, la calcédoine, la dolomite, la galène, la marcassite, la pyrite et la sphalérite, on trouve des minéraux très rares comme l'anglésite, la cérusite, la crocoïte, la dundasite, l'embreyite, l'hisingérite, la leadhillite, la mimétite, l'ozokérite (pseudo-minéral), la pyromorphite, l'argent natif, la vauquelinite et la wulfénite.
Les indices de magnésium Mg# vont de 0,55 à 0,59 et sont quelque peu élevés par rapport à une granodiorite moyenne. Le faciès anormal de bordure à grain fin totalise une valeur exceptionnellement basse de 0,47. Les valeurs d'aluminosité (A'/F) occupent une gamme assez large avec une tendance aux compositions peralumineuses. La granodiorite de Piégut-Pluviers est un cas limite d'un granitoïde de type I. À nouveau, le faciès de bordure à grains fins tend vers un type S, documentant ainsi une contamination par les paragneiss métasédimentaires.

## Microgranite

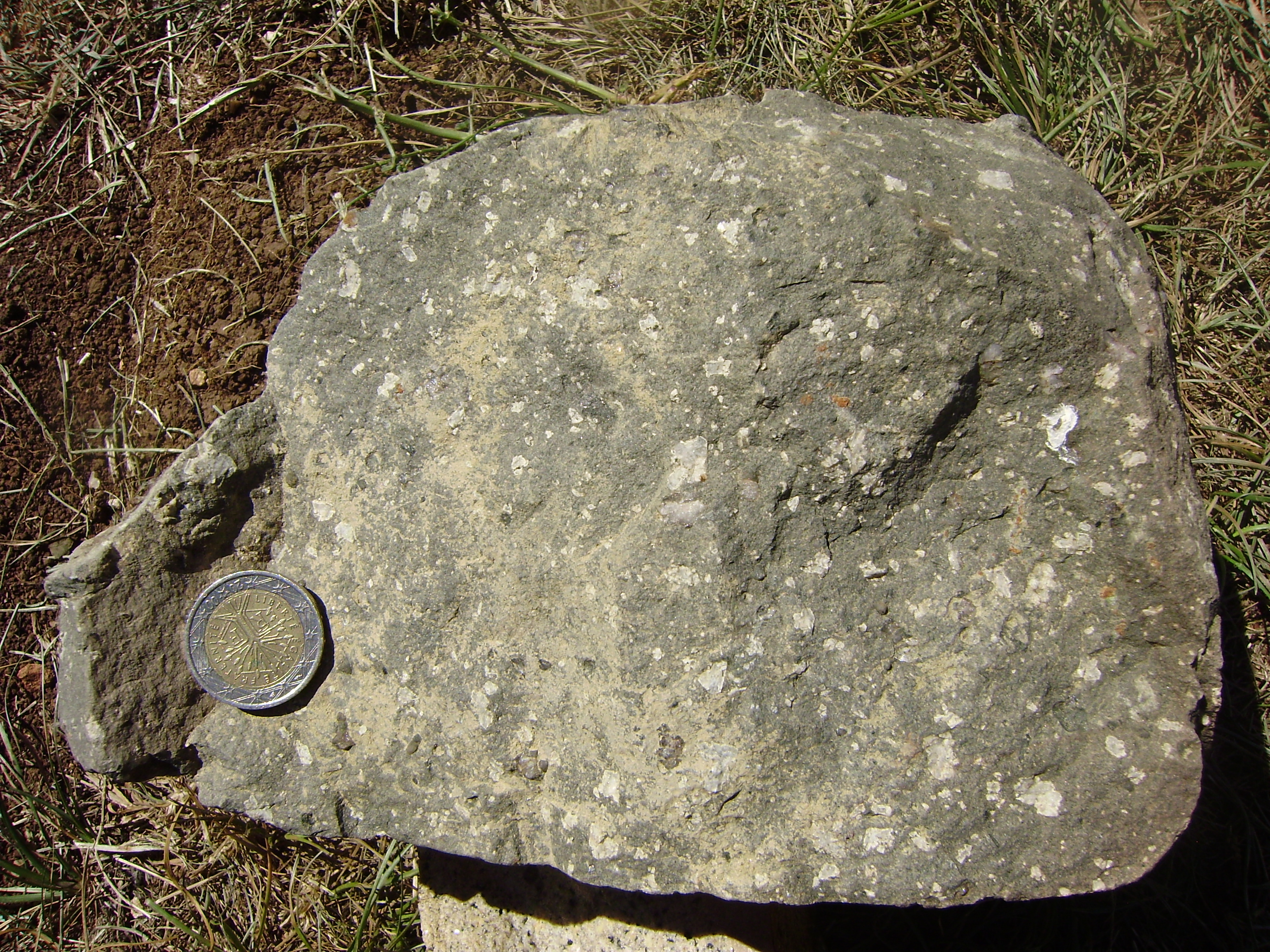
Microgranite porphyrique gris clair de l'apophyse nord

Le microgranite affleure et saillit au nord de la granodiorite principale. Il n'est séparé du massif principal le long de la rivière du Trieux que par une très fine couche de gneiss migmatitique. Après analyse, on le relie à la granodiorite principale. Le microgranite est porphyrique avec une profondeur très fine. Il développe deux faciès différents, un faciès gris clair à l'intérieur et un faciès foncé le long de la bordure. D'un point de vue minéralogique et chimique, il ressemble beaucoup au faciès à hornblende à grain fin du massif principal. Ses phénocristaux de quartz, de plagioclase et de biotite, peuvent atteindre une taille de 12 millimètres. Le feldspath alcalin se retrouve uniquement dans la masse souterraine, parfois associé à la myrmékite. On trouve de la titanite, en plus des minéraux accessoires communs comme la chlorite, l'épidote et le zircon. Le faciès sombre est riche en hornblende verte.
Des roches de composition très similaires, mais de texture différente, au faciès gris clair se trouvent dans des enclaves kilométriques isolées au sein de la granodiorite principale (près de Saint-Barthélemy-de-Bussière et au sud de Marval. Ils montrent des relations de contact intrusives avec le corps principal.

## Dykes

### Aplites

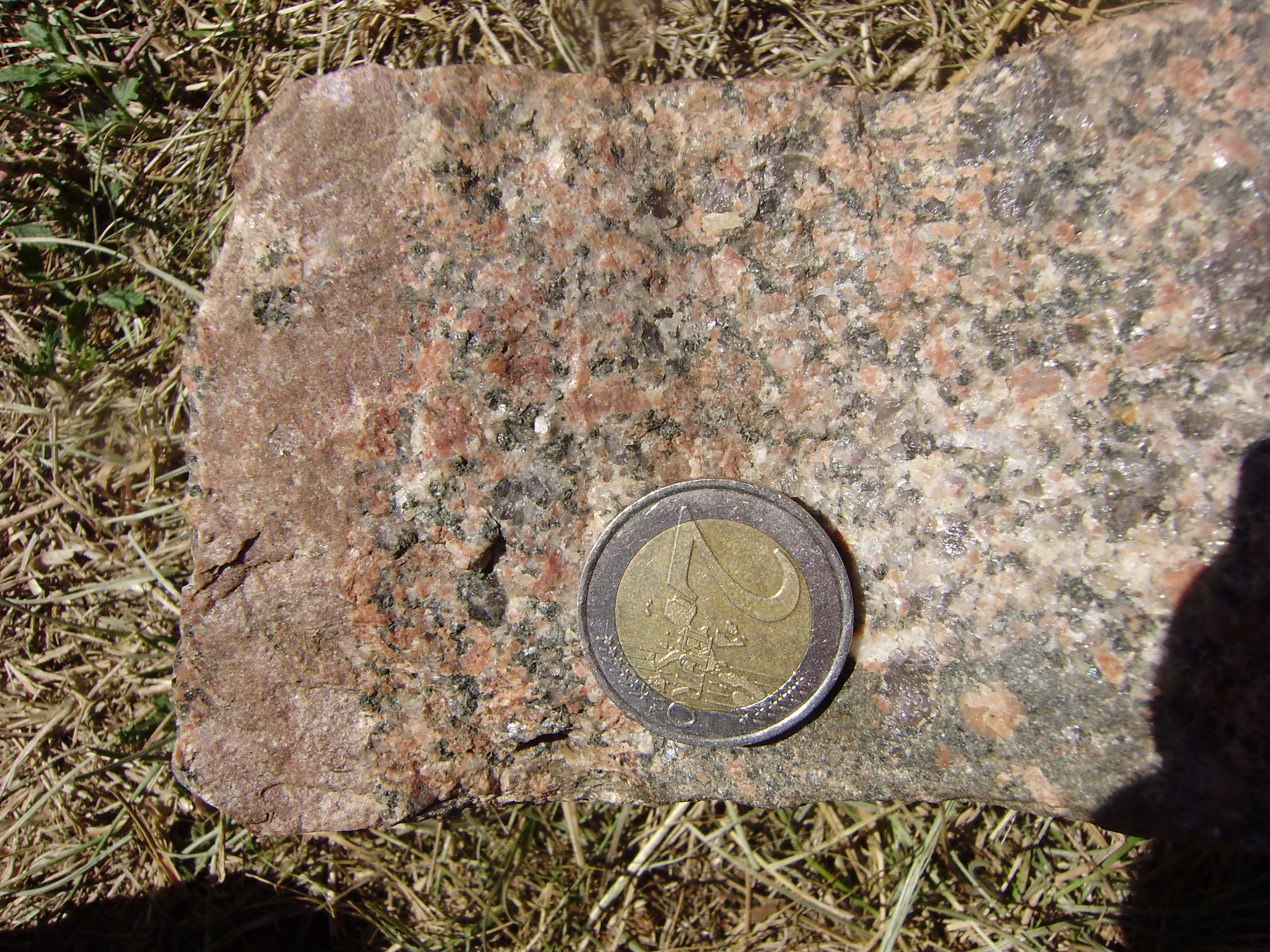
Faciès rouge dans la granodiorite commune près d'Abjat-sur-Bandiat, en bordure gauche un dyke d'aplite rose

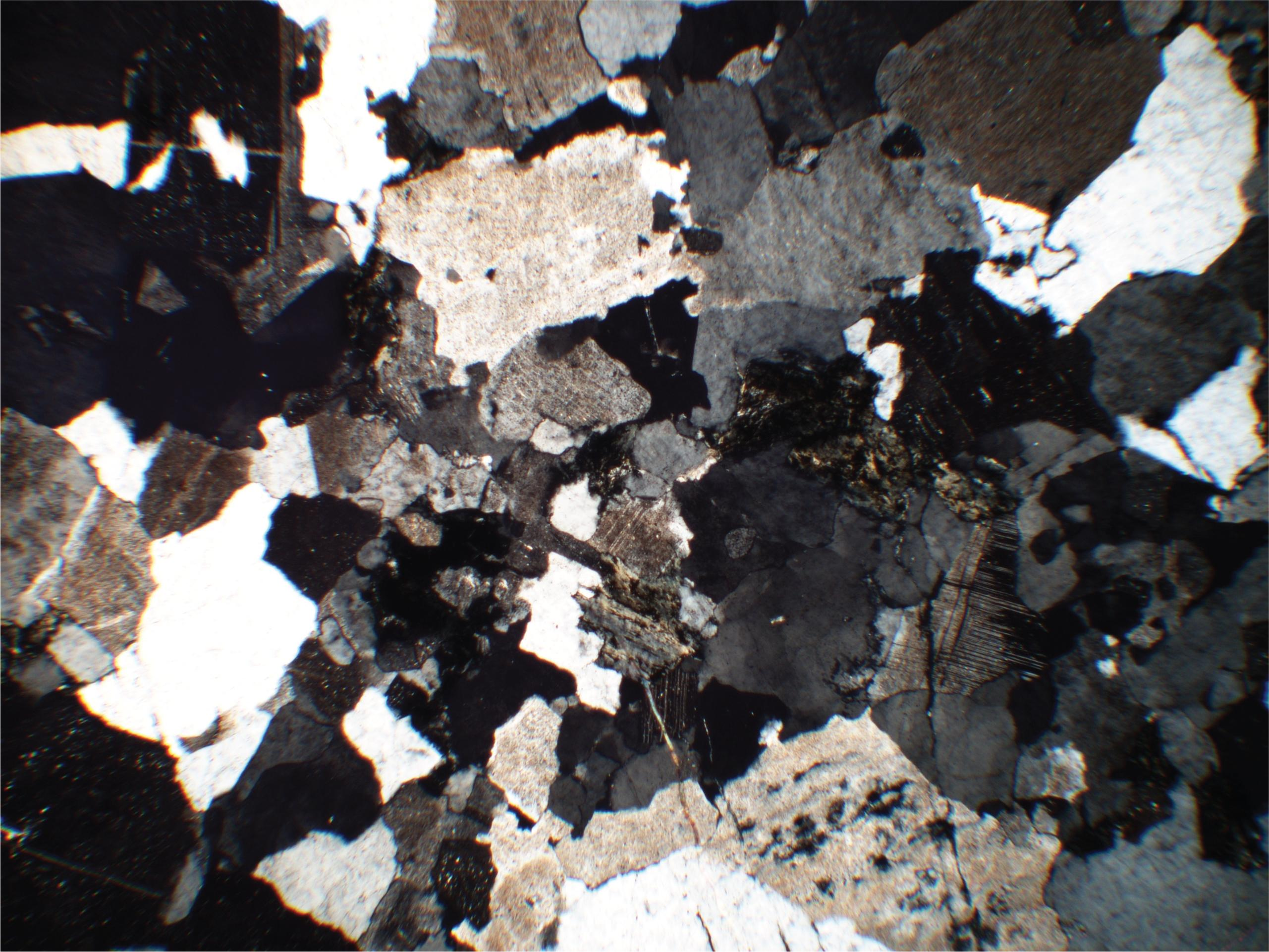
Lame mince de dyke d'aplite rose dans une granodiorite au faciès rouge, grossissement 1:50. Le plagioclase est coloré en rouge par l'hématite, la biotite est fortement chloritisée.

La granodiorite de Piégut-Pluviers est traversée par de nombreux dykes d'aplites de microgranites gris, parfois roses. Ces digues, généralement dressées, peuvent atteindre un kilomètre de longueur et leur épaisseur variant entre un et dix mètres. Ils sont principalement orientés N-S et suivent en de nombreux endroits un schéma croisé formé par les directions des routes N020 et N160. Les phénocristaux à grains fins sont constitués de quartz, de feldspaths et de biotite. Les phénocristaux de plagioclase atteignent parfois une granulométrie de 10 millimètres. Le feldspath alcalin, quant à lui, est confiné à la masse souterraine.

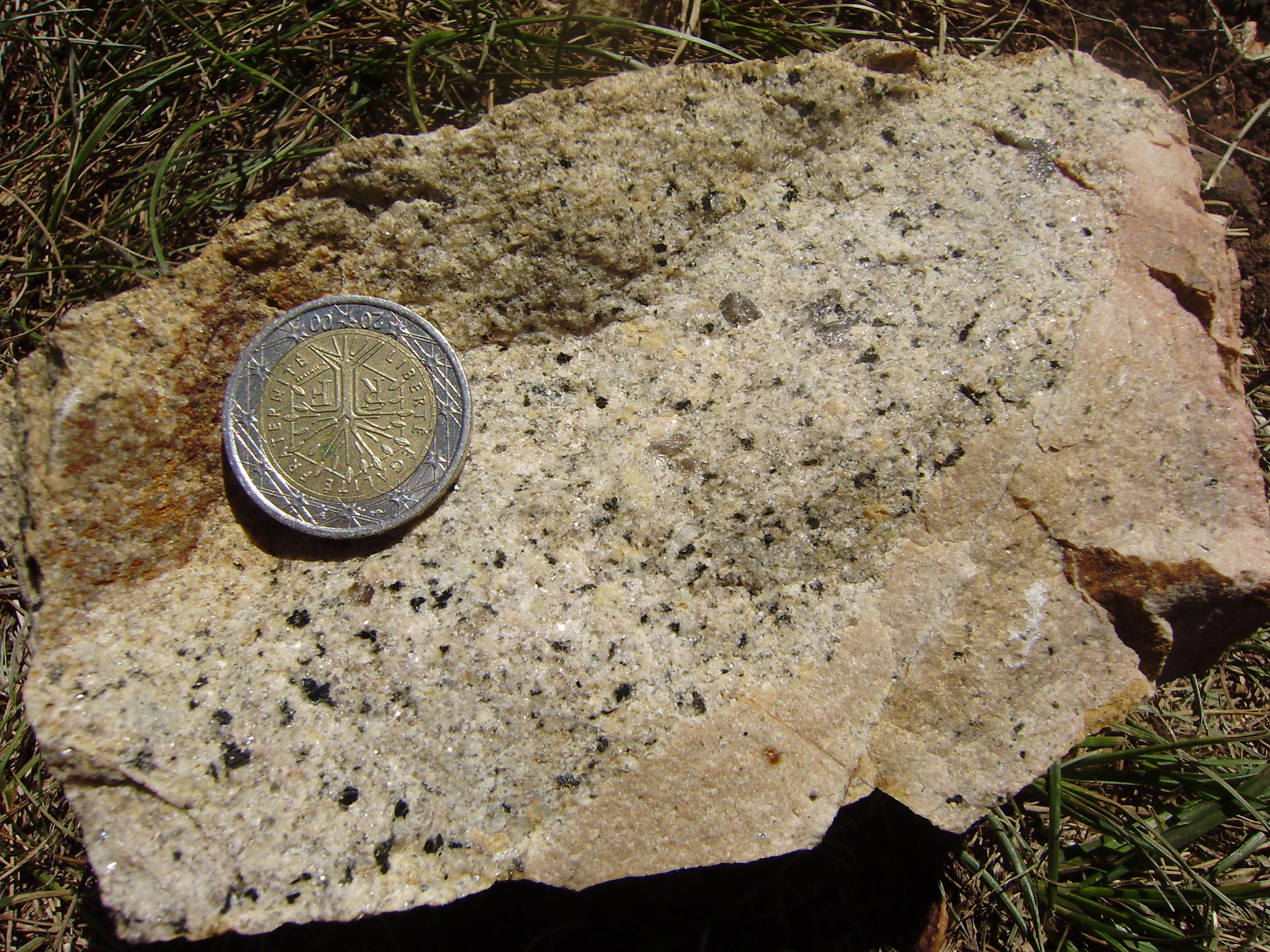
Microgranite intrusif léger dans le massif principal avec un dyke d'aplite rose en bas à droite

Les dykes d'aplites roses sont liés à un faciès rouge à grains plus grossiers, présent dans deux importants affleurements près de Ballerand et près de Fargeas, sur la commune d'Abjat-sur-Bandiat). Ce faciès contient également des micropegmatites et des géodes pegmatitiques. À certains endroits, il porte également des enclaves de diorite quartzifère et de monzogabbro.
Les couleurs rougeâtres des aplites et des roches au faciès rouge sont dues à l'hématite envahissant le plagioclase et créant des taches dedans. Ces roches ont donc subi un métasomatisme au Fe (voir coupe mince). La majeure partie de la biotite a été altérée en chlorite (chloritisation) indiquant un métamorphisme rétrograde vers un faciès à schiste vert.

### Pegmatites

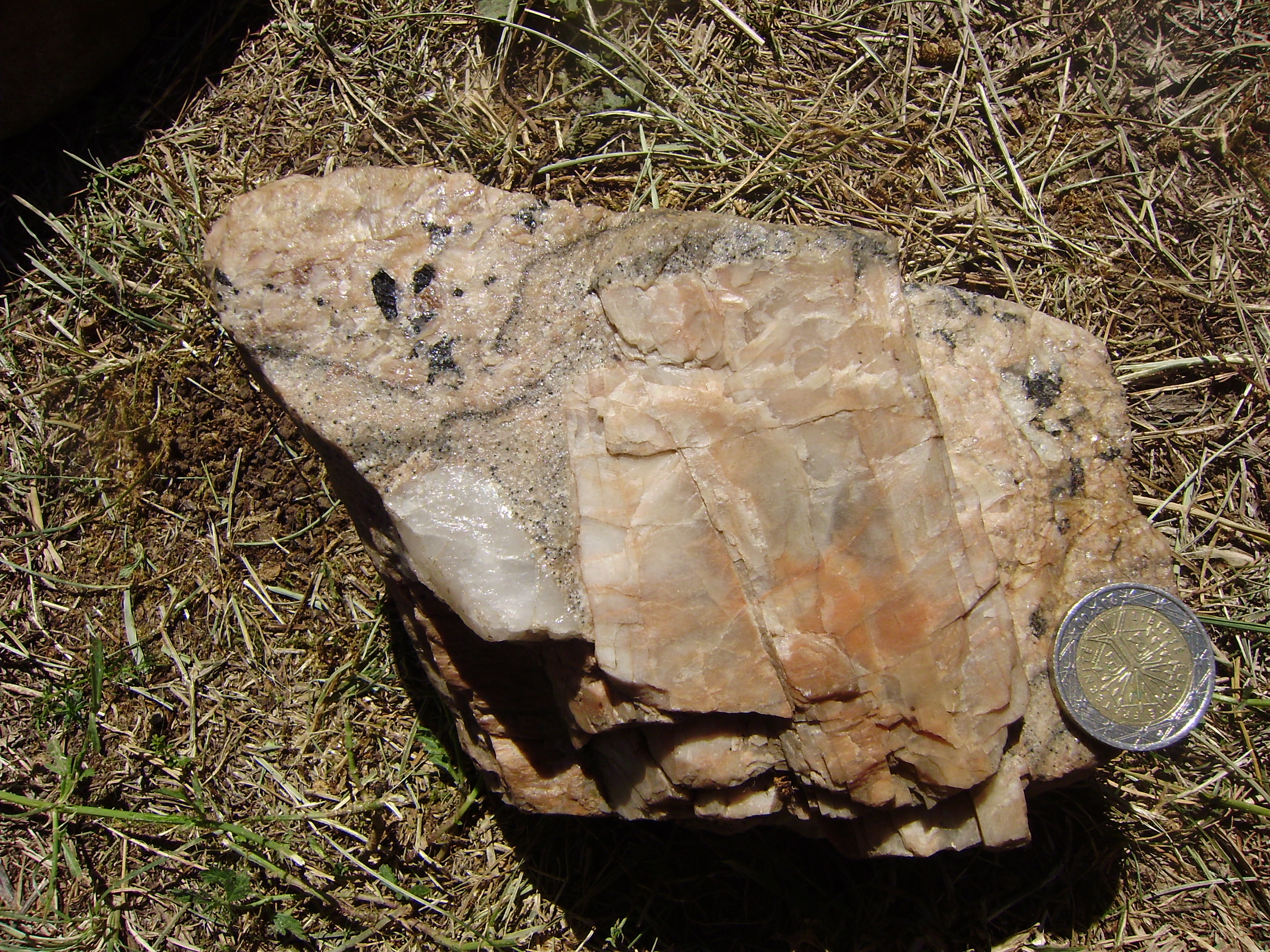
Pegmatite avec gros quartz, énorme feldspath alcalin perthitique et couche de réaction mafique

Les pegmatites font également partie des composants minéralogiques, principalement sous forme de dykes ; et à certains endroits sous forme d'amygdales avec de beaux quartz fumés (rare).

### Lamprophyre

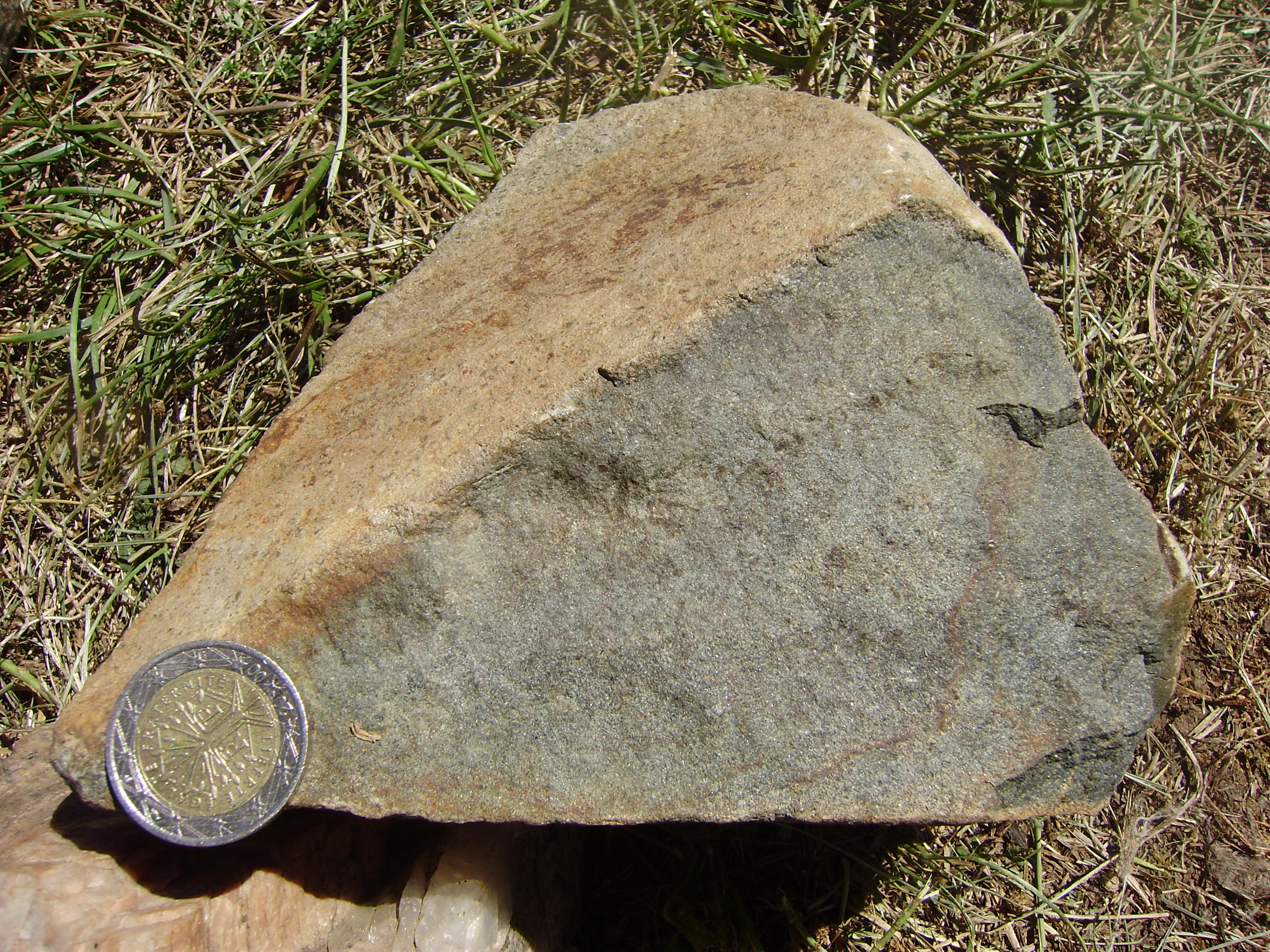
Lamprophyre de la granodiorite de Piégut-Pluviers

Les dykes de lamprophyre sont assez fréquents dans les encaissants métamorphiques de la granodiorite, mais très rares dans le massif lui-même. Les lamprophyres non altérés sont vert foncé à vert et sont des roches très denses à grain fin que le vieillissement colore en couleurs crémeuses. Parmi tous les différents faciès, ils ont la plus faible teneur en SiO2- et sont apparentés à des compositions dioritiques (microdiorites à quartz avec des affinités tonalitiques).

## Structures

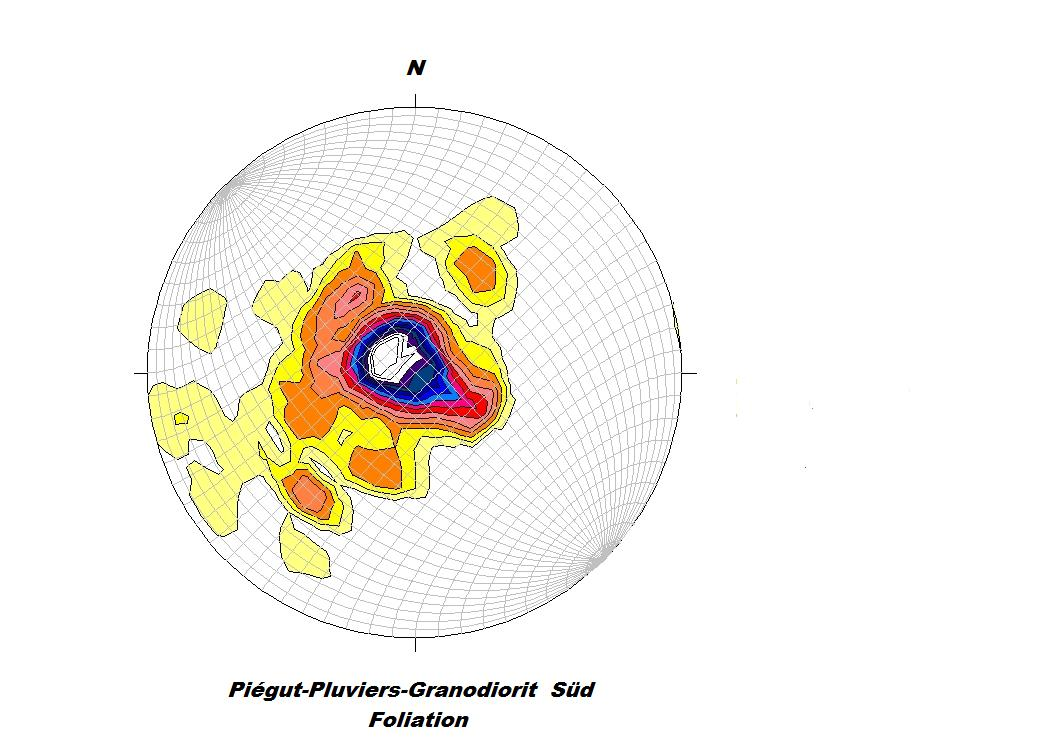
Foliation dans la partie sud de la granodiorite. Données tracées dans une projection stéréographique.

Malgré un aspect plutôt homogène, la granodiorite de Piégut-Pluviers porte une foliation d'origine tectonique, évidente sur les affleurements superficiels les plus altérés. Cela démontre que la granodiorite a continué à se déformer au cours de l'orogenèse varisque même au stade subsolidus avec les roches encaissantes. L'image du réseau stéréo montre l'organisation spatiale de la granodiorite. On distingue un schéma croisé formé par la direction NO-SE et NE-SO, très typique pour cette partie du Massif Central. Ce modèle peut être interprété comme suit :
- un motif d'onde relativement plat, presque symétrique dans la direction NO-SE dont les angles d'incidence ne dépassent pas 30° et dont la longueur d'onde varie de dizaines à centaines de mètres. Des bandes de cisaillement de type C' peuvent être discernées.
- une structure d'onde asymétrique dans la direction NE-SO avec des flancs orientés NE plutôt raides. Les bandes de cisaillement sont de type C.

On interprète cela par le fait que la granodiorite était située dans une zone de cisaillement régionale ou zone de Riedel, dans laquelle le principal transport de matière était dirigé vers le Sud-Est (avec un écoulement facilité) gêné par un transport concurrent de matière sous compression vers le Sud-Ouest.
Avec le refroidissement progressif de l'orogène varisque, les mouvements ductiles ont pris fin. Les contraintes accumulées dans la granodiorite sont maintenant neutralisées par les failles, les fractures et les jointures qu'elles ont provoqués. Des aplites, des pegmatites et des lamprophyres se sont introduits dans ces zones orogéniques tardives et encore malléables. En dernier des sources hydrothermales chaudes pennsylvaniennes ont déposé du plomb, du zinc et de l'argent dans des veines, et dans une seconde impulsion, une suite de minéralisations rares d'arsenic et de molybdène.

## Conclusion

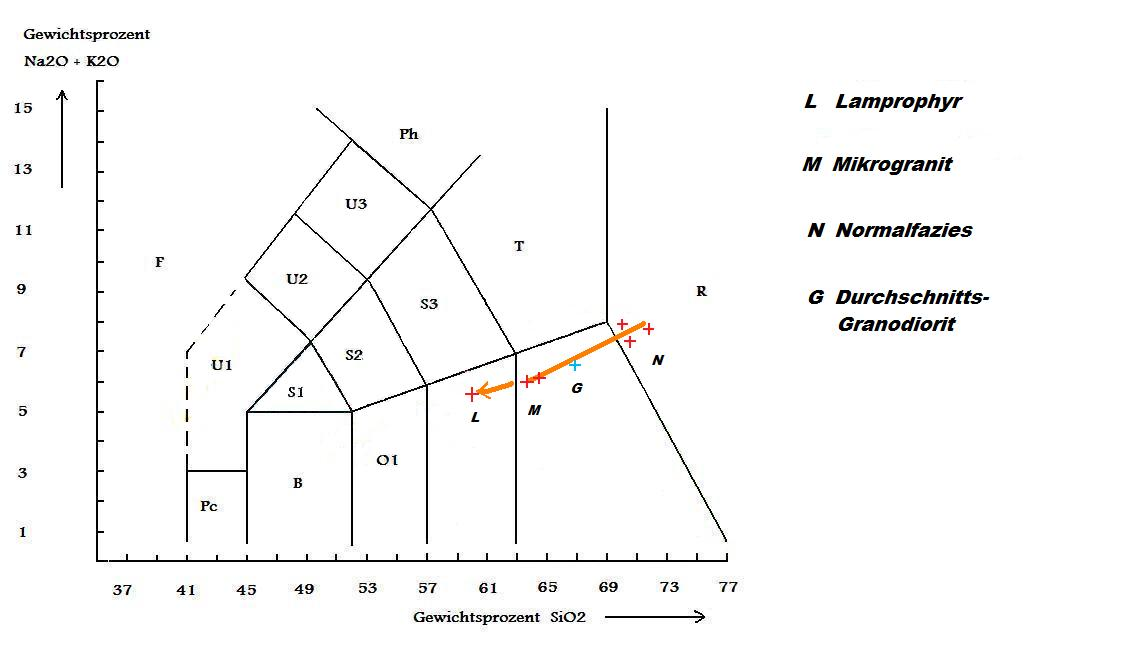
Les différents faciès de la granodiorite dans le diagramme TAS. La croix bleue indique la composition d'une granodiorite moyenne

Formellement, les roches du massif se présentent comme de la granodiorite dans le diagramme QAPF mais sont à proximité immédiate du champ de granite. Chimiquement ce sont des granites — pour être plus précis ce sont des adamellites —. Or, dans le diagramme TAS, ils représentent des rhyolites.
Les roches du massif semblent plutôt homogènes, mais l'étude plus approfondie révèle plusieurs faciès pétrologiques différents. Les analyses chimiques démontrent l'existence de types de roches plus pauvres en dioxyde de silicium (SiO2), à savoir les faciès de bordure à hornblende à grain fin, les microgranites de l'extrémité nord, les lamprophyres et les inclusions sombres. La limite nette des microgranites et des lamprophyres des autres faciès plaide pour l'existence ou l'hybridation de deux magmas distincts.
À part les structures purement magmatiques comme les schlieren et l'alignement des feldspaths dû à l'écoulement visqueux, on peut discerner plusieurs structures tectoniques dans la granodiorite :
- foliation
- zones de cisaillement avec tissu C/S et tissu sbc (clivage de la bande de cisaillement)
- granitoïdes mylonitiques le long de la bordure sud du massif

La découverte occasionnelle de myrmekite (principalement dans les microgranites) et l'hématitisation du plagioclase dans les aplites et dans les roches à faciès rouge révèle les processus métasomatiques.
La chloritisation de la biotite est un indice évident de surimpression rétrométamorphique sous les conditions du faciès des schistes verts. Cette condition est partagée par la granodiorite de Piégut-Pluviers avec de nombreuses autres roches cristallines du socle du Massif central.
Les minéraux du massif témoignent des multiples processus de son histoire, et dénotent de la complexité de la formation des granitoïdes. Dès le départ, au cours de son stade magmatique initial, la bouillie cristalline en cours de solidification continuait à se déformer de manière ductile. Après la solidification, les déformations ont donc continué à transformer les roches par fractures et à permettre aux fluides métasomatiques encore très chauds d'effectuer leurs altérations sur le massif.

## Utilisation économique
La granodiorite de Piégut-Pluviers était, par le passé, une pierre très recherchée. En raison de la minéralisation en bordure, les métaux, plomb, zinc et argent ont été exploités dans le Filon Cantonnier et ses prolongements vers Saint-Pardoux-la-Rivière. La granodiorite était également utilisée comme pierre de construction ou était fragmentée pour en faire du gravier pour les routes et les fondations des constructions. Aujourd'hui une seule carrière est encore en activité, près d'Abjat-sur-Bandiat, où le faciès décoratif rouge, rare, est exploité, principalement comme revêtement routier. Toutes les autres carrières, comme la Carrière de Tabataud à Nontron, la Carrière de Piégut ou la Carrière de Lacaujamet — cette dernière produisant des pierres de construction massives comme des linteaux, etc. — sont désormais abandonnées. Dispersés à travers la campagne, on peut voir des excavations au bord des routes qui étaient principalement destinées à la production de revêtements routiers.

## Dépôt de déchets nucléaires
L'ANDRA, l'Agence nationale pour la gestion des déchets radioactifs avait sélectionné des sites pour implanter une zone de stockage des déchets radioactifs à la fin des années 1990, dont plusieurs granitoïdes, et parmi lesquels la granodiorite de Piégut-Pluviers. Ce projet qui rencontra une vive opposition parmi les habitants de la Dordogne et après plusieurs manifestations, fut abandonné. Les repérages et les études géologiques à cette fin se sont ensuite déplacées vers le granitoïde de Civray - Charroux dans la Vienne, recouvert par les sédiments jurassiques du Seuil du Poitou. L'ANDRA a toutefois choisi le site de Bure dans la Meuse dans l'est de la France comme stockage définitif − dans les argiles mésozoïques à 500 mètres sous la surface.